# Ceanothus divergens
Ceanothus divergens es un arbusto siempreverde de la familia Rhamnaceae.  Se encuentra primariamente en el norte de las costas de California,  a altitudes de menos 500 m s. n. m.  Tiene un hábito de crecimiento descripto como ascendente a erecto y puede alcanzar metros.  Prefiere hábitats arbustivos, rocosos, de laderas volcánicas.  Tiene flores hermafroditas azul o purpúreas que brotan de abril a mayo.

## Morfología
El fruto subgloboso es de 5-6- mm de diámetro.